# Саммит ШОС в Ташкенте (2010)
Ташкентский саммит Шанхайской организации сотрудничества—2010 (узб. Shanxay hamkorlik tashkilotining Toshkent sammiti—2010, кит. упр. 2010上海合作组织塔什干峰会, англ. Tashkent Summit of the Shanghai Cooperation Organization—2010) — ежегодное заседание Совета глав государств — членов организации, прошедшее в 10-й раз 10—11 июня 2010 года в столице Узбекистана.

## Участники

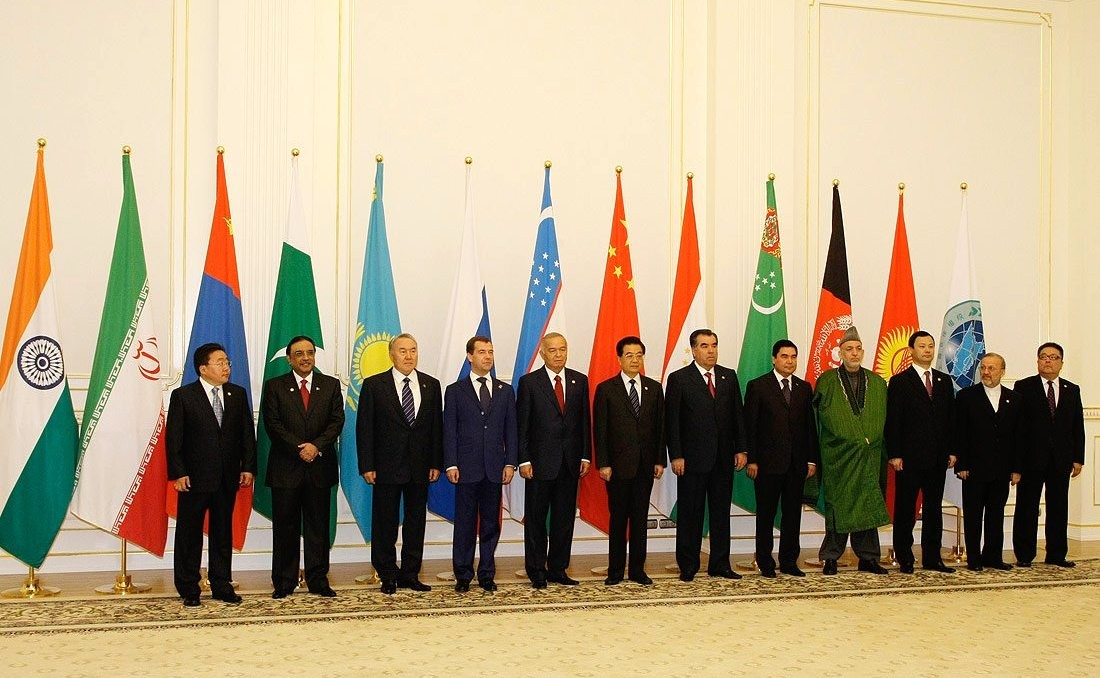
Главы государств и делегаций, участвовавшие в ташкентском саммите ШОС 2010 года в групповом фото

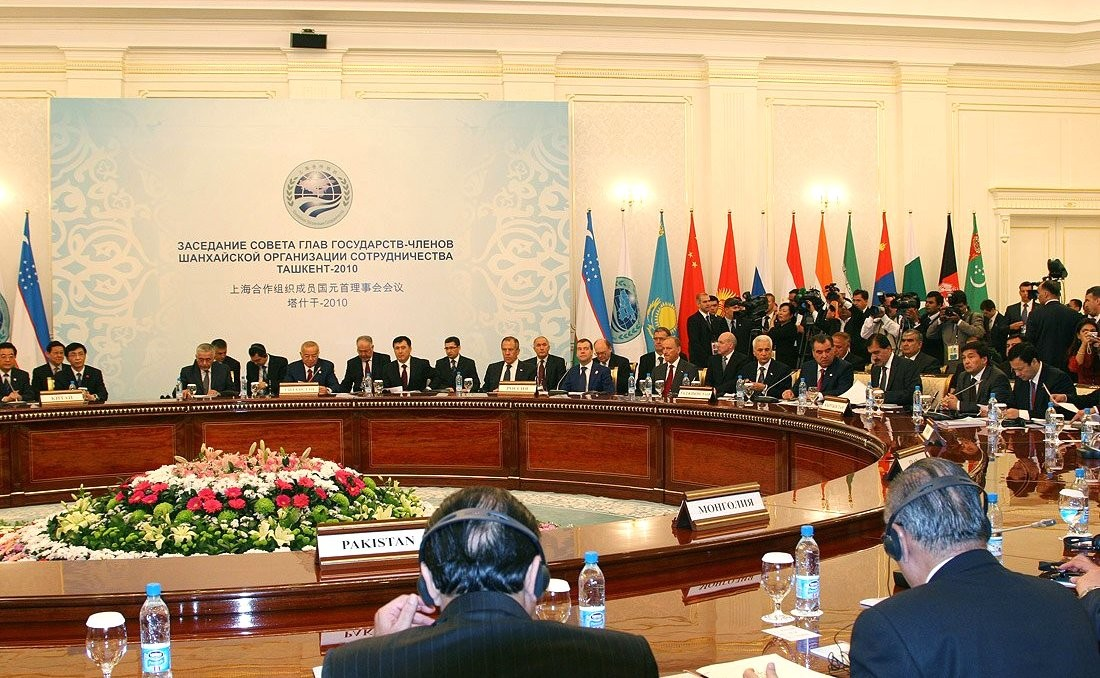
Заседание Совета глав государств — членов ШОС в расширенном составе (Ташкент, 11 июня 2010 года)

Иран вместо президента Махмуда Ахмадинежада представлял министр иностранных дел Манучехр Моттаки. Связано это было с тем, что иранский лидер из Душанбе, где он находился в дни проведения ташкентского саммита ШОС—2010 отбудет в Шанхай для участия в проходившем в это время «ЭКСПО-2010».
Соседний Кыргызстан также был представлен на уровне главы внешнеполитического ведомства Руслана Казакбаева.

### Главы государств и делегаций
Страна-хозяйка и лидер выделены жирным шрифтом. Главы остальных государств — членов и государств — наблюдателей организации, а также приглашённые гости указаны в алфавитном порядке русского языка.
- Узбекистан — президент Ислам Каримов (председатель)
- Афганистан — президент Хамид Карзай
- Индия — министр иностранных дел Соманахалли Маллайя Кришна
- Иран — министр иностранных дел Манучехр Моттаки
- Казахстан — президент Нурсултан Назарбаев[4]
- Китай — председатель Ху Цзиньтао[5]
- Кыргызстан — и. о. министра иностранных дел Руслан Казакбаев[6]
- Монголия — президент Цахиагийн Элбэгдорж
- Пакистан — президент Асиф Али Зардари
- Россия — президент Дмитрий Медведев[7]
- Таджикистан — президент Эмомали Рахмон[8]
- Туркменистан — президент Гурбангулы Бердымухамедов[9]

### Руководители постоянно действующих органов ШОС
- генеральный секретарь Муратбек Иманалиев
- директор Исполнительного комитета Региональной антитеррористической структуры Дженисбек Джуманбеков

### Руководители международных организаций
- ООН — заместитель генерального секретаря — исполнительный секретарь Европейской экономической комиссии Ян Кубиш
- АСЕАН — заместитель генерального секретаря Сайакен Сисувонг
- ЕврАзЭС — заместитель генерального секретаря Мурат Мусатаев
- ОДКБ — генеральный секретарь Николай Бордюжа
- СНГ — председатель исполнительного комитета — исполнительный секретарь Сергей Лебедев

## Повестка дня
Основные вопросы саммита:
- укрепление региональной стабильности и безопасности;
- совместная борьба с терроризмом, экстремизмом и сепаратизмом;
- противодействие организованной преступности и наркотрафику;
- возможности совместных усилий для восстановления Афганистана и стабилизации обстановки в Кыргызстане[10].

## Результаты
По итогам саммита была принята декларация десятого заседания Совета глав государств — членов ШОС.
Также утверждены положение о порядке приёма новых членов организации и правила процедуры Шанхайской организации сотрудничества.
Подписаны соглашения между правительствами государств — членов ШОС о сотрудничестве в области сельского хозяйства и борьбе с преступностью.
Председательство в организации на период 2010—2011 гг. перешло к Казахстану.